# Khanabad (Fluss)
Der Khanabad oder Chanabad ist ein rechter Nebenfluss des Kundus im Norden von Afghanistan.
Der Khanabad entspringt im Hindukusch im äußersten Südosten der Provinz Tachar. Er fließt in überwiegend nordwestlicher Richtung durch das Bergland. Er nimmt im Oberlauf den Warsaj von links auf. Der Fluss passiert den Distrikt Farchar. Er durchfließt die komplette Provinz Tachar und passiert deren Hauptstadt Taloqan. Nahe der Provinzgrenze zu Kundus mündet der Bangi linksseitig in den Khanabad. Der Khanabad fließt nun in westnordwestlicher Richtung durch den Ostteil der Provinz Kundus. Die Stadt Chanabad liegt an seinem linken Flussufer. Der Khanabad fließt nördlich an der Provinzhauptstadt Kundus vorbei und trifft 25 km nordwestlich der Stadt Kundus auf den Kundus-Fluss.
Der Khanabad hat eine Länge von 240 km. Er entwässert ein Areal von 11.000 km².

## Hydrometrie
Mittlerer monatlicher Abfluss des Khanabad (in m³/s) am Pegel Pol-e Chugha
gemessen von 1960–1978